# チャイ (トルコ)
トルコでは茶をチャイ (トルコ語: çay: 発音 [t͡ʃaj])と呼び、主にリゼ県に産する紅茶であるリゼ・ティーが用いられる。トルコの茶文化は北キプロスとバルカン半島の一部の国にも及んでいる。

## 歴史
16世紀にはシルクロードを通じてオスマン帝国にも紅茶がもたらされたが、その後400年の間は紅茶が日常生活に浸透することはなかった。1878年にはアダナの統治者であったMehmet Izzetが著書で喫茶の利点を紹介した。依然としてホットドリンクではコーヒーが主流だったものの、イスタンブールのある地区にティーハウスが開店し、茶の消費が広まり始めた。
トルコでチャイが広まったのは20世紀になってからのことである。第一次世界大戦後にはコーヒーの価格が高騰して入手困難となり、その代替飲料としてチャイが奨励された。オスマン帝国が崩壊し、コーヒーの産地だった帝国南東部を失うと、コーヒーは高価な輸入品となってしまった。黒海沿岸のリゼ県が茶葉の産地であり、トルコ国内での生産が容易だったため、ムスタファ・ケマル・アタテュルクによるトルコ共和国建国後にはチャイが普及していった。コーヒー1杯の値段で4杯のチャイを飲むことができたという。

## 生産

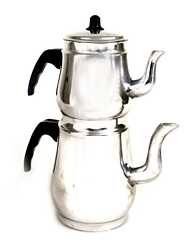
チャイダンルック

2004年のトルコは世界全体の6.4%に相当する20万5500トンの紅茶を生産した。トルコは世界有数の紅茶市場を有している。生産量のうち12万トンはトルコ国内で消費され、残りは他国に輸出される。2004年のトルコ人の1人あたり紅茶消費量は2.5キログラムであり、イギリスの2.1キログラムを上回っていた。茶葉は主に黒海沿岸（黒海地方）のリゼ県で生産される。リゼ県は降水量の多い温暖な気候と肥沃な土壌を持つ。

## 飲み方
トルココーヒーも長い歴史を有するが、茶はトルコの喫茶文化において重要な要素のひとつであり、もっとも一般的に飲まれるホットドリンクである。トルコでは客をもてなす際に茶がふるまわれる。家庭で、お店で、特に男性の集会(kıraathane)で茶が消費される。カフェやレストランではきまって茶が飲まれ、場合によっては一日に20杯から30杯も飲まれる。
茶はチャイダンルックと呼ばれる2段重ねのポットを用いて淹れられる。下段のポットで湯を沸かし、上段のポットで茶を抽出する。茶は非常に濃く抽出され、飲む際に好みの濃さに湯で薄めて角砂糖を入れて飲む。茶を飲むのには、「チャイバルダック」と呼ばれる小さなチューリップ型チャイグラスが用いられる。トルコでは年間に1人あたり6個、計4億個のグラスが販売されている。イスタンブールのような大都市では、イギリスやアメリカ合衆国のように、陶器のカップで茶を飲むこともある。

## ハーブティー

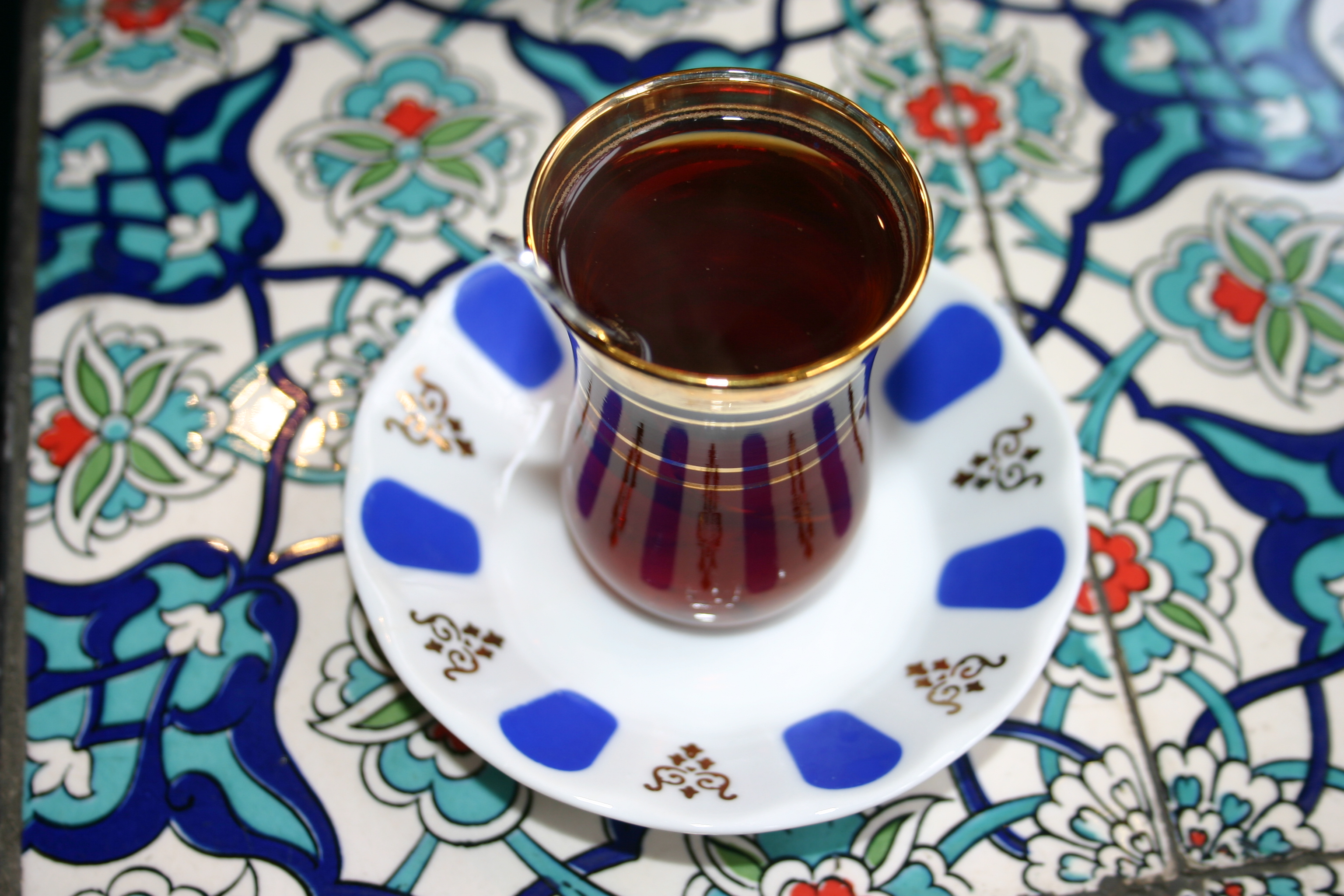
専用グラスに入ったチャイ

トルコにおいてハーブティーは一般的に薬用に用いられる。フレーバーはアップル(elma çayı)、ローズヒップ(kuşburnu çayı)、シナノキ(ıhlamur çayı)などが人気であり、これらのハーブティーは特に外国人観光客に人気がある。地中海沿岸地域ではセージ(ada çayı)が一番人気である。病気の治療を目的としたハーブティーはaktarと呼ばれるハーブ専門店で見つけることができる。乾燥させたハーブの葉、花弁、芽などは顧客の需要に応じて缶入りで販売されている。

## 無形文化遺産
2022年、トルコとアゼルバイジャンのチャイの文化はUNESCOの無形文化遺産に登録される。